# Настоящие омары
Настоящие омары (лат. Homarus) — род ракообразных семейства омаров (Nephropidae). Включает 2 вида.

## Описание
К роду относятся одни из самых крупных ракообразных. Длина тела европейского омара до 20 — 50 сантиметров, длина американского омара чуть меньше, до 30 — 35 сантиметров. Представители рода обладают огромными мощными клешнями, которыми они разрезают добычу и защищаются от врагов. Ног 10. Окраска очень разнообразна, Homarus americanus серо — коричневый, иногда синеватый, европейский омар обычно коричневатый, реже иссиня-чёрного, иссиня-синего цвета, встречаются очень редко двуцветные, или ситцевые, и бесцветные, или белые, или хрустальные омары.
Обитают омары в умеренных водах Европы и Америки. Встречаются в водорослевых зарослях и на устойчивых к холодам коралловых рифах, а также на открытых пространствах. Днём обычно омары прячутся в норы, а ночью выходят за пропитанием.
Омаров промышляют из-за съедобности. Их мясо довольно вкусное и считается деликатесом в некоторых местах. Омары в магазинах называются лобстерами (от английского lobster). Иногда их содержат в морских аквариумах из-за красивой внешности. Несмотря на всё это, омары ещё довольно многочисленны.

## Виды
- Homarus americanus — Американский омар
- Homarus gammarus — Европейский омар